# QS9000
A QS9000 a "Három Nagy" amerikai autógyártó, a General Motors, a Chrysler és a Ford által kidolgozott minőségi szabvány volt.
A GM, a Ford, a Chrysler és néhány nagy kamiongyártó (pl. Freightliner) úgy döntött, hogy különálló minőségi szabványaikat egyetlen dokumentumban harmonizálják QS9000 név alatt. A QS9000 egy közösen kidolgozott és igazgatott szabvány, mely az ISO 9000-et a folyamatos fejlesztés követelményeivel és gyártási adottságok leírásával integrálja. Iparági alkalmazása 1995-ben indult. Gyakorlatilag minden, amerikai autógyártóknak beszállító cégnek alkalmaznia kell egy standard QS9000 rendszert.
Az ISO-hoz hasonlóan a QS9000 széles körű alapokkal bír, a regisztráció eléréséhez a szakterületek széles skálájának (értékesítés, beszerzés, management, fejlesztés, gyártás, oktatás) közreműködését követeli meg.
A QS9000 négy részből áll:
- ISO 9000 követelmények: az ISO 9001 teljes szövege
- szektorspecifikus követelmények: ez a szakasz tartalmazza az ISO és a QS9000 közötti fő különbségeket; a folyamatos fejlesztés, termelés, az alkatrészek jóváhagyása és a gyártási képességek terén rendelkezik a szükséges lépésekről
- ügyfélfüggő követelmények: ezen követelmények vagy a Ford, vagy a Chrysler vagy a GM számára specifikusak. A kamiongyártók számára megfogalmazott követelmények külön dokumentumban találhatóak.
- Függelékek: az "A" jelű függelék írja le a regisztrációs folyamatot. A "G" jelű függelék tartalmazza az irattárak és az auditorok számára megfogalmazott követelményeket. A "H" függelék tartalmazza a méret és bonyolultság alapján a regisztrációs látogatásra fordítandó minimális időt. Regisztráció esetén a cég ISO-szakértője ill. a cégvezetés képviselője át kell nézze a függelékeket.